# Али, Мухаммед
Муха́ммед Али́ (англ. Muhammad Ali, при рождении Ка́ссиус Марсе́ллус Клей — младший — англ. Cassius Marcellus Clay Jr.; 17 января 1942, Луисвилл, Кентукки, США — 3 июня 2016, Скотсдейл, Марикопа, Аризона, США) — американский боксёр-профессионал, выступавший в тяжёлой весовой категории; один из самых известных боксёров в истории мирового бокса.
Олимпийский чемпион 1960 года в полутяжёлой весовой категории, абсолютный чемпион мира в тяжёлом весе (1964—1966, 1974—1978). Обладатель звания «Боксёр года» (шестикратный — 1963, 1966, 1972, 1974, 1975, 1978) и «Боксёр десятилетия» (1960-е) по версии журнала The Ring; стал вторым боксёром в истории, удостоившимся награды «Спортсмен года» по версии журнала Sports Illustrated (1974), был признан «Спортсменом века» по версии нескольких спортивных изданий. Его рекорды по количеству побеждённых бойцов за титул чемпиона мира в тяжёлом весе (21) и побед в боях за объединённый титул вне зависимости от весовой категории (14) не были побиты на протяжении 38 лет. Занимает 5-е место в рейтинге лучших боксёров всех времен и народов вне зависимости от весовой категории по версии BoxRec. По окончании карьеры был включён в Зал славы бокса (1987) и Международный зал боксёрской славы (1990). Яркий оратор. Прототип персонажа Аполло Крид в серии фильмов «Рокки».
После чемпионского боя с Сонни Листоном, состоявшегося 25 февраля 1964 года, вступил в организацию «Нация ислама» и сменил имя на Кассиус Икс (англ. Cassius X), а позже на Мухаммед Али, и в дальнейшем выступал под ним. На пике карьеры отказался проходить службу в армии США, после чего был лишён всех титулов и отстранён от участия в соревнованиях более чем на три года. По возвращении в спорт вернул себе звание чемпиона мира в борьбе с лучшими боксёрами того времени. Противостояния Али с Джо Фрейзером и Джорджем Форманом стали одними из самых известных в истории спорта.
После завершения карьеры занимался общественной и благотворительной деятельностью, был Послом доброй воли ЮНИСЕФ (1998—2008).

## Биография
Кассиус Марселлус Клей — младший родился 17 января 1942 года в Луисвилле, штат Кентукки, в семье домохозяйки Одессы Клей и художника вывесок и плакатов Кассиуса Клея, потомка раба, освобожденного плантатором и политиком Кассиусом Марселлусом Клеем. Спустя полтора года на свет появился его единственный родной брат Рудольф, который позднее сменил имя на Рахман Али. Кассиус-старший считал, что является потомком известного либерального политика Генри Клея, который представлял штат Кентукки в Палате представителей США и Сенате. Генетический тест Y-ДНК, сделанный в 2023 году подтвердил его принадлежность к семье Клей по прямой мужской линии. Семья Кассиуса была представительницей темнокожего среднего класса: Клеи жили намного беднее, чем белые семьи из среднего класса, но не были нуждающимися. Кассиус-старший рисовал вывески, пытаясь стать профессиональным художником, а его жена иногда готовила и убирала в домах обеспеченных белых семей. Со временем их сбережений хватило, чтобы приобрести за 4500 долларов небольшой коттедж в благоустроенном «чёрном» квартале. В отличие от многих темнокожих сверстников, которым приходилось обеспечивать свои семьи с раннего возраста, Кассиус в детстве не работал. Он лишь иногда подрабатывал в Луисвиллском университете (мыл парты и классные доски), чтобы иметь карманные деньги. По воспоминаниям матери, во время прогулок прохожие часто заговаривали с ней, отмечая, что её сын может стать следующим Джо Луисом.
В начале 1950-х годов в Луисвилле царила атмосфера расового неравенства, которая сильно повлияла на формирование личности 10-летнего Кассиуса. Позднее он вспоминал, что перед тем как заснуть, плакал от того, что не понимал, почему чернокожих в обществе считают людьми второго сорта. Его мать рассказывала, что однажды в жаркий день они с Кассиусом ждали автобус на остановке. Она постучалась в ближайшее кафе, чтобы попросить стакан воды для своего сына, но ей ответили отказом и закрыли перед ней дверь. Возможно, решающим моментом в формировании мировоззрения Кассиуса стал рассказ его отца о чернокожем подростке Эмметте Тилле, который был жестоко убит на почве расовой ненависти, а убийцы мальчика оправданы. Кассиус-старший показал фотографию изуродованного тела Тилла сыновьям, чтобы объяснить им, что такое «белое правосудие». Мать Кассиуса отследила свою родословную до деда-ирландца Эйба Грэйди. Тот факт, что в её жилах течёт кровь белых, был предметом особой гордости для Одессы, но был неприятен для её сына, который всю свою жизнь выступал с критикой расового неравенства в США. Во время публичных выступлений он утверждал, что белая кровь в его жилах — это кровь «насильников-рабовладельцев», хотя на самом деле его ирландский предок сочетался со своей чернокожей супругой законным браком.

Когда я смотрел на себя в зеркало, я был горд тем, что я вижу, но было много чёрных людей, которые не хотели ими быть. Маленькие чёрные мальчики не имели примера для подражания. У нас не было ни одного героя, кто выглядел бы как мы. <...> Даже Иисус всегда был белым на картинках. <...> Затем я заметил, что все ангелы на картинках были белыми. <...> Так что однажды я спросил маму: «Что будет, когда мы умрём? Мы попадём в рай?»— Мухаммед Али
Клей начал заниматься боксом в 12 лет, после того как у него украли красный велосипед фирмы «Швинн», который он купил на заработанные деньги. На следующий день после покупки Кассиус вместе с приятелем отправился на ярмарку, где детей бесплатно угощали мороженым. Собираясь домой, он обнаружил, что у него украли велосипед. Клей был очень расстроен и в этот момент встретил белого полицейского Джо Мартина, сказав ему, что изобьёт того, кто украл его велосипед, на что Мартин ответил: «Прежде чем кого-то побить, нужно сначала этому научиться». Он пригласил Кассиуса в спортзал, где тренировал молодых боксёров.
Через шесть недель после первого посещения зала состоялся дебютный любительский бой Кассиуса. Как и надеялся Клей, поединок транслировался по телевидению в программе «Будущие чемпионы». Его соперником был белый подросток Ронни О’Кифи, оба боксёра выступали в весовой категории до 89 фунтов (40,389 кг). Кассиус был младше и менее опытным, несмотря на это, он победил решением судей. После объявления результата Клей начал кричать в камеру, что он станет величайшим боксёром. С этого момента он каждый день работал над боксёрской техникой и выносливостью. Чаще всего вместо автобусной поездки Кассиус предпочитал пробежку до школы. Он не пил, не курил и не употреблял наркотики, став фанатом здорового питания.
На протяжении двух следующих лет Клей проводил примерно по одному бою раз в три недели, одерживая победу за победой. В 1956 году он выиграл первый в его карьере турнир «Золотые перчатки». В 1957 ему пришлось отказаться от тренировок на четыре месяца из-за того, что врачи обнаружили у него шумы в сердце (позднее выяснилось, что сердце в полном порядке). В возрасте 15 лет Клей перевёлся в Центральную высшую школу Луисвилла, крупнейшую школу для афроамериканцев в городе. Успеваемость Кассиуса была настолько плоха, что однажды ему пришлось остаться на второй год, но благодаря поддержке директора школы Этвуда Уилсона он смог окончить учебное заведение. На Уилсона произвели впечатление целеустремлённость и упорные тренировки Клея, и он хотел, чтобы перспективный боксёр окончил обучение и принёс известность школе. Кассиус окончил учебное заведение в июне 1960 года, получив лишь справку о посещении, но не диплом, который выдавался при успешном завершении учёбы. У него навсегда остались проблемы с чтением, и людям из его окружения часто приходилось ему читать. К окончанию школы Клей одержал 100 побед на любительском ринге при всего 8 поражениях. Его главными успехами считаются победы в «Золотых перчатках» и в двух турнирах Атлетического любительского союза 1959 и 1960 годов. В это время Кассиус начал изобретать свой собственный, неповторимый стиль ведения поединка. Он «танцевал» вокруг противника на носках с опущенными руками, провоцируя оппонента на размашистый удар, от которого уверенно уклонялся. Эта манера вызывала много отрицательных отзывов среди тренеров и боксёров-ветеранов.
Кассиус хотел стать профессиональным боксёром сразу после окончания школы, но тренер уговорил его подождать и принять участие в Олимпийских играх 1960 года. Благодаря победе в соревнованиях Атлетического любительского союза 1960 года Клей получил приглашение на отборочный турнир к Олимпийским играм, который проходил в Сан-Франциско. Кассиус страдал боязнью полётов, и путь до места проведения соревнований стал для него настоящим испытанием. В возрасте 18 лет он был самым младшим из участников в первом тяжёлом весе, а возможно, и во всём турнире. Перед соревнованиями местная пресса написала несколько разгромных статей о Клее, во многом за его хвастливую манеру общаться, из-за этого публика освистала его во время второго боя на турнире. Несмотря на это, Кассиус уверенно победил всех своих соперников, прежде чем встретился в финале с неуступчивым боксёром Аланом Хадсоном, представлявшим армию США. Во время первого раунда Клей пропустил точный удар и упал на настил ринга, но сумел подняться и продолжить поединок. После равного второго раунда Кассиус взвинтил темп в третьей трёхминутке и после чистого попадания в голову противника провёл атаку, после которой рефери остановил бой. По окончании соревнований Клей выбросил обратный билет на самолёт, занял денег у одного из судей турнира и уехал в Луисвилл на поезде.

### Олимпийские игры
Для участия в Олимпиаде Кассиусу было необходимо вновь совершить авиаперелёт. Когда выяснилось, что невозможно плыть кораблём, он сказал своему тренеру, что отказывается от участия в Олимпийских играх. На протяжении двух часов наставник Клея убеждал его в том, что если он не полетит, то разрушит свою карьеру. В итоге Кассиус согласился лететь, но принял меры предосторожности — приобрёл парашют в военном магазине и полетел прямо в нём. После прибытия в Рим Клей заселился в олимпийскую деревню и тут же стал главным действующим лицом среди спортсменов. Он знакомился с иностранцами, рассказывал всем подряд, что выиграет золотую медаль, обменивался значками с другими олимпийцами. Многие шутили, что если бы пришлось выбирать мэра олимпийской деревни, им бы непременно стал Клей.
Хорошее настроение не покидало Кассиуса и во время соревнований, он легко одолел своего первого соперника по олимпийскому турниру бельгийца Ивона Беко, победив его техническим нокаутом во втором раунде. В четвертьфинале Клей встречался с советским боксёром Геннадием Шатковым. Бой прошёл под диктовку Кассиуса, и судьи единогласно признали его победителем. На стадии полуфиналов Клею противостоял знакомый оппонент — австралиец Тони Мэдиган (Кассиус побеждал его в 1959 году). После окончания напряжённого поединка Мэдиган считал себя победителем, но судьи единогласно отдали победу Клею. В финале его ждал опытный боксёр Збигнев Петшиковский из Польши, он был на девять лет старше Кассиуса и имел в своём послужном списке 230 боёв. Петшиковский начал бой в агрессивной манере, пытаясь быстро закончить поединок. Во втором раунде Клею пришлось отказаться от своей привычной «лёгкой» манеры и нанести несколько сильных ударов поляку. Кассиус не сбавлял темп и в последнем раунде, проводя быстрые серии ударов, прижал Збигнева к канатам. Петшиковский оказался близок к досрочному поражению, но сумел выстоять до финального гонга. Единогласным решением судей победил Кассиус Клей, спустя несколько минут ему на шею надели золотую олимпийскую медаль.
До отлёта в США, куда бы он ни шёл, Кассиус везде появлялся с медалью, он не снимал её даже во время сна. Мэр Луисвилла Брюс Хоблицелл, чирлидеры и сотни фанатов встречали Клея в аэропорту. Кассиус в праздничной автоколонне доехал до своей школы, где его ждали ещё больше болельщиков и огромный баннер с надписью «Добро пожаловать домой, чемпион». Мэр выступил с речью, в которой приводил Клея в пример молодёжи города. Когда Кассиус приехал домой, он увидел, что отец покрасил ступеньки на крыльце в красный, белый и синий цвета — цвета американского флага. Кассиус-старший обнял сына и сказал: «Боже, храни Америку». Клей продолжал с гордостью носить свою медаль, однажды он зашёл в ресторан в Луисвилле — это было заведение, где не обслуживали «цветных». Он попросил меню, но ему отказали и попросили уйти, на что Кассиус показал пальцем на свою медаль и сказал, что он олимпийский чемпион, но его вновь отказались обслужить. По словам его брата Рахмана, Клей был так расстроен, что отправился на мост через реку Огайо и выбросил свою медаль в воду. На летних Олимпийских играх 1996 года президент МОК Хуан Антонио Самаранч, во время перерыва баскетбольного матча между сборными США и Югославии, провёл повторную процедуру награждения, вручив чемпиону дубликат потерянной им медали.

### Профессиональная карьера
Я дрался, чтобы выиграть титул чемпиона мира, чтобы я смог выйти на улицу и говорить то, что было у меня на уме. Я хотел пойти к безработным людям, для которых наркотики и бедность были частью повседневной жизни. Я хотел быть чемпионом, который доступен для всех. Я надеялся вдохновлять других, чтобы они начали управлять своей судьбой и жили гордо и целеустремлённо.— Мухаммед Али
В начале профессиональной карьеры Кассиусу было необходимо определиться со своим менеджером. Он хотел, чтобы им стал один из его кумиров — Шугар Рэй Робинсон или Джо Луис, но они отказались. Робинсону было просто неинтересно, а Луису, по природе скромному и тихому человеку, не хотелось работать с Клеем. В итоге менеджерами Кассиуса стали 11 партнёров, вложивших по 2800 долларов каждый. Клей получил 10 000 долларов сразу после подписания контракта, менеджеры также взяли на себя все расходы на перелёты и тренировки спортсмена.
Дебют Клея в профессиональном боксе состоялся 29 октября 1960 года, его соперником был Танни Хансекер. Перед боем Кассиус назвал его «бездельником» и сказал, что «с легкостью задаст ему трепку». Клей готовился к этому поединку, пробегая по две мили каждое утро и спаррингуя со своим братом Рудольфом. Эти тренировки помогли ему одержать уверенную победу, но он так и не смог досрочно закончить 6-раундовый поединок. Танни говорил после боя, что Клей станет чемпионом мира и что было честью биться с ним на ринге. После этого поединка Кассиус принял участие в тренировочном лагере Арчи Мура. Прославленный чемпион тренировался в зале под названием «Ведро крови», на лужайке около которого стояли несколько валунов, на каждом из которых были написаны имена великих чемпионов прошлого: Джека Джонсона, Джо Луиса, Рэя Робинсона и других. Мур не смог найти подхода к молодому спортсмену, а Клей не слушал советов и часто задирал его, вызывая на спарринг действующего чемпиона мира в первом тяжёлом весе. В итоге Кассиус уехал назад в Луисвилл, не дождавшись окончания лагеря. Тем временем его команда искала опытного тренера, их выбор пал на Анджело Данди. Он имел репутацию хорошего специалиста и одного из лучших по обработке травм во время боя. Данди согласился стать наставником Клея, его зарплата составляла 125 долларов в неделю, плюс различные бонусы. Для тренировок с новым тренером Кассиус переехал в Майами. Анджело прекрасно знал, как вести себя с Клеем, он уважал его и не пытался контролировать, а лишь направлял в нужное русло. Также он не пытался затыкать Кассиусу рот, понимая, что это часть шоу, которая привлекает зрителей на трибуны.
Спустя всего восемь дней после приезда Клея в Майами состоялся его первый бой под руководством Данди. Он победил малоизвестного боксёра Герба Силера, поединок закончился техническим нокаутом в четвёртом раунде. После победы над своим следующим противником Тони Эсперти Кассиус заявил, что собирается нокаутировать Ингемара Юханссона. Шведский чемпион находился в то время в Майами, где у него должен был состояться бой с Флойдом Паттерсоном. Менеджеры Клея организовали спарринг с Юханссоном, на котором Кассиус полностью превзошёл действующего чемпиона мира. Ингемар не мог попасть в 19-летнего американца, и после второго раунда тренер шведа остановил бой. На следующий день Клей нокаутировал четвёртого соперника в своей профессиональной карьере — Джимми Робинсона.
В 1959 году в Чикаго Клей впервые услышал выступление лидера «Нации ислама» Элайджи Мухаммада. А в 1961 году, вскоре после приезда в Майами, Клей встретился с Абдулом Рахаманом — соратником Мухаммада. Вместе они отправились в местную мечеть. Эта экскурсия сильно повлияла на молодого человека, он говорил: «Впервые я почувствовал духовность в своей жизни, когда вошёл в этот мусульманский храм в Майами». Клей начал регулярно читать газету «Мухаммад говорит», встречаться с членами «Нации ислама» и всё чаще задумываться о своей духовной жизни. В конце 1961 года Рахаман начал работать в команде Клея, а в начале 1962 года Кассиус отправился в Детройт, где встретился с Элайджей Мухаммадом и Малкольмом Икс. Лидеры «Нации ислама» стали духовными наставниками Клея и сильно повлияли на его жизнь.
Пятым соперником Кассиуса был Донни Флиман, имевший 22 нокаута, в том числе против бывшего абсолютного чемпиона мира Эззарда Чарльза. По ходу поединка у Флимана открылись раны (рассечения) под обоими глазами, но рефери разрешал продолжать бой вплоть до остановки в седьмом раунде. Затем Клей вернулся в родной Луисвилл для поединка с Ламаром Кларком. Кассиус предсказал свою победу во втором раунде, что и произошло, — бой остановили из-за перелома носа у Кларка. Следующим оппонентом Клея стал высокий гаваец Дюк Сабедонг (рост 2,01 м). Поединок проходил в Лас-Вегасе, Кассиус был лучше на протяжении десяти раундов, но не смог нокаутировать оппонента, выиграв поединок по очкам. Клей вернулся в Луисвилл, где 22 июля 1961 года провёл 10-раундовый бой против Алонсо Джонсона. Его соперник вёл себя осторожно и старался держаться на расстоянии от Кассиуса, сумев выстоять до конца поединка, после окончания которого судьи объявили Клея победителем. Перед следующим боем Клея произошла неразбериха, перед самым выходом на ринг оказалось, что кто-то из его команды забыл взять перчатки для поединка. В срочном порядке были найдены старые потрёпанные перчатки, в которых Кассиус нокаутировал Алекса Митеффа в шестом раунде. Спустя месяц Клей нокаутировал Вилли Бесманоффа, ещё одного известного тяжеловеса.
В марте 1962 года Отборочной комиссией Луисвилла Клею был присвоен статус «1-A» (годен для службы). Он отправился на призывную медкомиссию в январе 1964 года, прямо перед первым боем с Листоном, и, естественно, легко прошёл все физические тесты. Но тест на умственные способности оказался для него трудным испытанием. Кассиус не смог ответить на вопрос: «Сколько часов работает человек с 6 утра до 3 часов дня, если у него есть час на обед?» Его IQ составлял 78, что было намного ниже минимального уровня для прохождения службы. В марте 1964 года он вновь провалился на тестах, уже под наблюдением трёх психиатров, ему был присвоен статус «1-Y» (не годен для службы). Али шутил: «Я говорил, что я величайший, а не умнейший». Общественная реакция на это событие была отрицательной, многие политики открыто выражали недоумение по поводу негодности Мухаммеда, а некоторые даже сомневались, не симулировал ли он. В скором времени шумиха улеглась, но пресса ещё долго муссировала тему о неразвитом интеллекте Али.
Между февралём и июлем 1962 года Клей одержал пять побед, все бои завершились нокаутами не позднее шестого раунда. В сентябре он посетил поединок за звание чемпиона мира в тяжёлом весе между Сонни Листоном и Флойдом Паттерсоном. Сразиться с Паттерсоном в бою за звание чемпиона было детской мечтой Кассиуса, однако Листон нокаутировал своего оппонента уже в первом раунде. После окончания поединка Сонни заметил Клея и прокричал ему: «Ты следующий, крикун!» Очередным соперником Кассиуса стал Арчи Мур — его бывший наставник. Пресса и специалисты не давали Муру шансов на победу, сам он признался, что согласился на бой из-за нехватки денег. Билеты на боксёрский вечер плохо продавались, и его решили перенести на три недели. Кассиус предсказал свою победу в четвёртом раунде и сделал всё, чтобы предсказание сбылось: Мур упал в «правильном» раунде после нескольких пропущенных ударов в голову. После боя Арчи говорил: «Клей победил бы Джо Луиса в четырёх из пяти боёв».
Клей легко одолел своего следующего противника, Чарли Пауэлла, нокаутировав его в третьем раунде на домашнем ринге в Луисвилле. Однако следующий бой в Нью-Йорке, против Дага Джонса, неожиданно стал серьёзным испытанием для Кассиуса. Впервые в истории «Мэдисон-сквер-гарден» зрители раскупили все билеты за два дня до проведения поединка. Джонс провёл хороший бой, ускользая от ударов Клея и проводя контратаки. Равный поединок продолжался все отведённые 10 раундов, ведущий вечера объявил, что Кассиус победил единогласным решением судей. После объявления результатов публика начала скандировать: «Подтасовка, подтасовка!» (англ. Fix, fix!). На пресс-конференции Клей отметил, что он не супермен, а журнал The Ring признал этот поединок боем года в 1963 году. Во время пребывания в Нью-Йорке Кассиус познакомился с Дрю Бандини Брауном, который впоследствии стал его ближайшим другом и находился в углу Клея на протяжении всей его карьеры. Его следующий бой против британца Генри Купера собрал внушительные 55 000 человек, поединок проходил на стадионе «Уэмбли». В четвёртом раунде за несколько секунд до гонга Купер послал Клея в тяжёлый нокдаун. Чтобы получить больше времени на восстановление, секунданты Клея пошли на хитрость — в перерыве между раундами они порвали Клею перчатку. Так как запасных перчаток у них не было, то один из секундантов пошёл за ними в раздевалку. Таким образом Кассиус получил лишнее время на восстановление. В пятом раунде у Купера открылось сильное рассечение, и рефери остановил бой. После окончания поединка в раздевалку к Клею зашёл Джек Нилон, менеджер Сонни Листона, и сказал: «Я пролетел 3000 миль, чтобы сказать — мы готовы».

#### Бой за звание чемпиона мира
На взвешивании перед боем Кассиус вёл себя неподобающе, за что был впоследствии оштрафован. Он выкрикивал угрозы и предсказания, а его пульс лихорадочно бился, врачи, проводившие медосмотр боксёров, говорили, что Клей находился в состоянии временного помрачения рассудка. После начала поединка Кассиус принялся кружить вокруг Листона, ускользая от его мощных атак и контратакуя. В третьем раунде произошёл перелом — Клей начал откровенно переигрывать чемпиона. После одной из его удачных комбинаций ноги Листона начали заплетаться, и он чуть не упал. В полностью проигранном раунде у Сонни открылось рассечение под левым глазом, а также образовалась гематома под правым. Неожиданно по ходу четвёртого раунда у Клея начались проблемы со зрением, он начал испытывать острую боль в глазах. Кассиус практически ничего не видел и попросил тренера снять с него перчатки, в трудный момент Анджело Данди проявил хладнокровие, выпустив своего бойца на следующий раунд с заданием двигаться по рингу, избегая атак Листона. У Клея получилось не пропустить тяжёлый удар от чемпиона, а в пятом раунде его зрение восстановилось. Кассиус вновь доминировал на ринге, и после множества точных ударов по Сонни, в перерыве между раундами, Листон отказался продолжать бой. В 22 года Клей стал чемпионом мира в тяжёлом весе.

#### Связь с «Нацией ислама»
После боя против Листона Клей официально объявил о своём вступлении в «Нацию ислама». Реакция общественности на новость была по большей части негативной. Кассиус-старший заявил, что представители «Нации ислама» «запудрили» его сыну мозги и что он сам будет и дальше с гордостью носить своё имя. Эд Лассман, президент WBA, сказал: «Клей нанёс ущерб боксёрскому миру… и подаёт плохой пример молодёжи». Он попытался лишить Али титула, но это не возымело эффекта, потому что боксёрские комиссии штатов проигнорировали его решение. Когда Мухаммед посетил один из боксёрских вечеров в Нью-Йорке, Гарри Марксон — президент «Мэдисон-сквер-гарден» — отказался произносить новое имя чемпиона, объявив по громкоговорителю: «В зале присутствует чемпион мира Кассиус Клей». Темнокожие боксёры также отрицательно отнеслись к решению Али. Джо Луис говорил, что он подвёл своих болельщиков, а Флойд Паттерсон написал записку, в которой вызывал чемпиона на бой; как и Луис, Паттерсон считал «Нацию ислама» антиамериканской организацией. Али отреагировал в своей привычной манере, Луиса он назвал «сосунком», а Паттерсону ответил: «Я поиграю с тобой 10 раундов. Ты говорил о моей религии. Я поиграю с тобой. Затем я побью тебя, я обращу тебя».
Перед вторым боем против Сонни Листона, который состоялся в мае 1965 года, Али пришлось сделать трудный выбор. После путешествия Малкольма Икс по Африке и Ближнему Востоку у него изменились взгляды на отношение к белым людям, что привело к нарастающему конфликту с Элайджей Мухаммадом. В итоге Али пришлось выбирать между своими наставниками. Он выбрал Элайджу Мухаммада, открыто поддержав его после второго боя с Листоном. Разрыв произошёл, когда Али встретился с Малкольмом в аэропорту в Гане. Малкольм поприветствовал, как ему казалось, близкого друга, но Али не подал руки и холодно ответил: «Ты покинул уважаемого Элайджу Мухаммада — это было неправильно». После убийства Малкольма Али говорил: «[Он] был моим другом… До тех пор, пока он оставался членом „Нации ислама“».
Листон так плохо себя чувствовал, что попросил нюхательной соли, чтобы прийти в себя. Чтобы поддержать Сонни, к нему в раздевалку направился Флойд Паттерсон — человек, дважды побывавший от него в нокауте. Тем временем Али давал интервью на ринге, он сомневался, не упал ли Листон намеренно, но после видеоповтора пришёл к выводу, что это был хороший удар. Позднее Сонни говорил, что удар потряс его, но он не вставал так долго потому, что думал, что Али стал бы добивать его в тот момент, когда он будет подниматься. После первой защиты титула Мухаммед приобрёл статус звезды мирового бокса, и у него просто не было серьёзных соперников. Никто не хотел третьего боя с Листоном, а два ближайших претендента, Кливленд Уильямс и Эдди Мачен, были недавно биты тем же Сонни. Так как у Али не было реальных соперников, он решил взять отпуск и отправился в мировой тур, в ходе которого он посетил Пуэрто-Рико, Швецию, Лондон и Белиз.

#### Бой против Паттерсона
Али вернулся из путешествия с новой целью — победить бывшего чемпиона мира Флойда Паттерсона. Кумир детства Мухаммеда постоянно критиковал его в прессе за связь с «Нацией ислама» и упорно продолжал называть его Клеем. Али не остался в долгу и донимал Паттерсона в период подготовки боксёров к бою. Он критиковал его образ жизни, намекая на то, что Флойду комфортно жить среди белых людей. На взвешивании Мухаммед был намного спокойнее, чем во время этой процедуры в боях с Листоном. Перед поединком Паттерсона поддерживали многие знаменитости, в том числе известный певец Фрэнк Синатра, в утро перед боем Флойд гостил у него. Вечером в Лас-Вегасе разразился сильный дождь, с этим связывали малое число зрителей на поединке (около 8000 человек). Перед выходом на ринг Али поделился с прессой своим планом на бой, он сказал, что не собирается быстро нокаутировать оппонента, а будет долго «деклассировать» Паттерсона на глазах у публики. В первом раунде Али принялся кружить вокруг претендента, нанося точные джебы и легко уклоняясь от размашистых атак оппонента. Следующие одиннадцать раундов Мухаммед провёл в такой же манере, не давая ничего сделать Паттерсону, но и не нанося решающего удара. В двенадцатом раунде чемпион, наконец, начал боксировать в полную силу, он провёл несколько точных сильных ударов, и рефери остановил бой. После окончания поединка Паттерсона ещё долго приводили в себя, Али же сказал, что удивлён, что его соперник выдержал такое количество точных ударов.
Али устроил свою обычную словесную атаку на следующего оппонента, белого канадца Джорджа Чувало, бой с которым состоялся в марте 1966 года. Мухаммед назвал его «посудомойкой» и жаловался на то, что поединок будет слишком простым. Чувало парировал тем, что он считает себя более мощным бойцом и будет атаковать чемпиона с ближней дистанции. На деле Али доминировал на протяжении всего боя, претендент пропустил огромное число точных ударов, а выиграть смог всего в одном раунде. После окончания поединка Чувало сказал, что Али был слишком быстр для него. В мае того же года Кассиус отправился в Лондон, чтобы провести матч-реванш против Генри Купера. Хотя поединок вновь был остановлен из-за рассечения у Купера, на этот раз победа Али не вызывала сомнений. Промоутер Купера сказал после боя, что не видел более страшного рассечения за свою жизнь. Свой следующий поединок Али вновь провёл в Лондоне, 6 августа он защитил свой титул, победив в трёх раундах Брайана Лондона. Мухаммед закончил бой эффектной комбинацией ударов, прижав Лондона к канатам. 10 сентября 1966 года Али провёл 6-ю защиту титула, бой прошёл во Франкфурте, ФРГ, соперником был местный чемпион Карл Милденбергер. Мухаммед победил техническим нокаутом в двенадцатом раунде.
В августе 1966 года «Нацией ислама» был нанят адвокат, который должен был заниматься вопросом освобождения Али от прохождения военной службы. Ситуация была такова, что даже если бы армия признала Мухаммеда негодным участвовать в боевых действиях, его могли использовать по-другому, например, на подсобных работах — этого Али не хотел. В письме к призывной комиссии он говорил о вере, о том, что он не может участвовать в войне ни в какой роли. Однако это обращение не возымело результата, и решение призывной комиссии оставалось в силе. Из-за его антивоенных высказываний всё больше спортивных комиссий различных штатов отказывались санкционировать бои с участием Али. Поэтому он был вынужден проводить свои поединки за границей. В 1966 году Мухаммед провёл два боя в Великобритании и по одному в Канаде и ФРГ.
14 ноября 1966 года Али защитил титул чемпиона мира в седьмой раз, в бою против Кливленда Уильямса. Поединок состоялся в Хьюстоне, штат Техас, в недавно построенном, первом в мире крытом многоцелевом спортивном сооружении «Астродом».
Свой следующий поединок Али провёл в «Мэдисон-сквер-гарден» против Зоры Фолей. Чемпион с лёгкостью одолел Фолей, который не входил в элиту тяжёлого дивизиона. На глазах жителей Нью-Йорка Мухаммед нокаутировал претендента в седьмом раунде. Этот бой стал последним для Али перед его отлучением от бокса. В следующий раз он вышел на ринг более чем через три года.

#### Отказ проходить службу в армии
В апреле 1967 года Али официально отказался от прохождения военной службы. Спустя всего час Спортивная комиссия штата Нью-Йорк лишила его боксёрской лицензии, а также отказалась признавать его в качестве чемпиона мира — это сделали до официального предъявления обвинения. Спортивные комиссии Техаса и Калифорнии последовали примеру Нью-Йорка, а позднее к ним присоединилась WBA.
Дело рассматривал городской суд Хьюстона, обвиняемому грозило тюремное заключение сроком до пяти лет и штраф в размере 10 тысяч долларов США. Поскольку дело вызвало значительный общественный резонанс и адвокаты заявили протест, после внесения залога в размере 5 тысяч долларов США Клей был оставлен на свободе до судебного заседания.
19 июня 1967 года состоялся суд, на котором рассматривалось дело Али. Юристы отмечали, что у стороны защиты нет законных оснований для того, чтобы Мухаммед не мог проходить службу. Планировалось, что тысячи членов «Нации ислама» приедут в Хьюстон, где проходил процесс, чтобы устроить массовую демонстрацию, но Али выступил с речью, где просил их не делать этого. 20 июня был определён состав присяжных — шесть женщин и столько же мужчин, все белые, спустя девять часов слушаний присяжные удалились для обсуждения, всего через 21 минуту они вернулись в зал и объявили вердикт — виновен. Команда Али подала апелляцию, суд по которой состоялся в Новом Орлеане. Она была отклонена, и Мухаммеду ничего не оставалось, как продолжить слушания в Верховном суде США.
В июне 1971 года Верховный суд США отменил приговор на том основании, что Мухаммед имел право на отказ от службы по соображениям совести.
Во время вынужденного перерыва Мухаммед начал успешную карьеру оратора, многие университеты страны приглашали его читать лекции на платной основе. На этих выступлениях Али с удивлением узнал, что, несмотря на своё отношение к войне во Вьетнаме, он является кумиром для молодёжи. Мухаммед нашёл поддержку в колледжах, многие студенты были также против войны, ему аплодировали стоя. Это произвело огромное впечатление на Али, даже будучи абсолютно уверенным в расовом расколе страны, он начал допускать, что когда-нибудь эта социальная проблема может быть преодолена. В 1967 году Али провёл десять дней в тюрьме штата Флорида за вождение транспортного средства с правами неправильной категории.

Тюрьма — плохое место. Я был там неделю, пока нас не отпустили на Рождество, и это было ужасно. Ты заперт, ты не можешь выйти. Плохая еда и нечем заняться. Ты смотришь в окно на людей и машины, и все выглядят такими свободными. Мелочи, вроде прогуляться по улице или вдоволь выспаться, становятся недоступными. Человек должен быть серьёзным в своих намерениях, чтобы переживать всё это на протяжении пяти лет, я — именно такой человек.— Мохаммед Али
В апреле 1969 года во время интервью на канале ABC Али сказал, что с радостью вновь выйдет на ринг, если ему хорошо заплатят. Элайджа Мухаммад пришёл в ярость, когда услышал слова Мухаммеда, он отлучил его от «Нации ислама» на один год, сказав, что Али больше заинтересован в деньгах белых, чем в служении Аллаху. Мухаммед был очень расстроен и сильно переживал, но воспринял произошедшее как испытание, посланное ему Аллахом, и продолжал славить Элайджу в своих речах.
Тем временем люди из окружения Мухаммеда пытались найти место, где он смог бы провести свой поединок. Рассматривались даже индейские резервации, на которые не распространялись санкции спортивных комиссий. Однако эти попытки не увенчались успехом, коренные жители США отвергли предложение Али из-за того, что не хотели, чтобы их святая земля была осквернена «жестоким» спортом. Также велись переговоры о проведении боя в Тихуане, Мексика, но правительство США не разрешило Али покидать страну.

#### Возвращение в бокс
В начале 1970 года начались переговоры о проведении боя Али в Атланте. В штате Джорджия не было спортивной комиссии, и поединок санкционировала администрация города. Была надежда, что Али проведёт его против Джо Фрейзера, но чемпион отказался, и тогда был выбран молодой белый боксёр Джерри Куорри. Губернатор Джорджии Лестер Мэддокс отрицательно отнёсся к проведению поединка в его штате и обратился к жителям Атланты с призывом его бойкотировать. Несмотря на это, в вечер боя был аншлаг, большинство зрителей пришло, чтобы поддержать Али. Он уверенно выиграл первый раунд и выглядел атлетичнее, чем когда-либо. Однако во втором раунде пропустил точный левый хук по корпусу, и бой принял более ровный характер. В третьем раунде у Куорри открылось сильное рассечение в районе глаза, очевидцы утверждали, что в ране была видна кость. Несмотря на протесты Джерри, рефери поединка остановил бой. На пресс-конференции Куорри задавали вопрос о том, не показалось ли ему, что Али умышленно нанёс ему травму, на что он ответил, что его соперник действовал в рамках правил, а рассечение открылось после точного удара правой рукой.
28 июня 1971 года Верховный суд США вынес благоприятный приговор по делу Али. Шесть судей пришли к выводу, что Призывная комиссия штата Кентукки сделала ошибку, не учтя религиозные убеждения Мохаммеда. Таким образом, единогласным решением судей Али был оправдан и восстановлен во всех правах, он вновь мог путешествовать по миру и проводить бои в любой точке планеты. Окружение Али начало работу над его возвращением на ведущие боксёрские арены страны. Первой из них стал легендарный «Мэдисон-сквер-гарден».
В скором времени был организован его поединок против аргентинского боксёра Оскара Бонавены. До этого Бонавена дважды встречался с Фрейзером, и оба раза поединки складывались тяжело для последнего, в первом из них чемпион даже побывал в нокдауне. В вечер боя «Мэдисон-сквер-гарден» был заполнен до отказа. В первые девять раундов Али имел небольшое преимущество, но аргентинец упорно шёл вперёд. В девятом раунде Мохаммед провёл мощную атаку, стараясь завершить бой, так как за день до этого он предсказал свою победу в этом раунде. Бонавена успешно отбился и сумел провести точный удар в голову Али, который к этому моменту сильно устал. Далее поединок проходил в равном ключе, пока в 15-м раунде Али не отправил аргентинца в тяжёлый нокдаун, Бонавена сумел подняться, но затем ещё дважды побывал на настиле ринга, после чего рефери остановил бой.

#### «Бой века»
30 декабря 1970 года Али и Джо Фрейзер подписали контракт на проведение уникального боя в «Мэдисон-сквер-гарден»: впервые в истории должны были встретиться непобеждённый бывший чемпион и непобеждённый действующий чемпион. Все билеты были раскуплены заранее; 35 стран должны были увидеть поединок в прямом эфире. Это было самое ожидаемое событие в мире бокса с 1938 года, когда в ринге встретились Джо Луис и Макс Шмелинг. Многие сходились во мнении, что этот поединок войдёт в историю мирового спорта. Чувствуя важность момента, Мохаммед старался как можно больнее задеть Фрейзера в прессе. Он называл его уродом, гориллой и Дядей Томом. В своей автобиографии Джо отмечал, что белые адвокаты смогли избавить Али от тюрьмы, а он смел называть его Дядей Томом. Фрейзер был оскорблён и во что бы то ни стало хотел наказать Али. В вечер боя 8 марта 1971 года в зале присутствовало огромное количество знаменитостей, у ринга сидели: Хью Хефнер, Барбара Стрейзанд, Билл Косби и другие. Дастина Хоффмана и Дайану Росс выгнали из пресс-зоны, так как они не имели права там находиться, Фрэнк Синатра остался незамеченным и посмотрел бой с места одного из фотографов.
Начало боя проходило в равной борьбе, бросалось в глаза, что Мохаммед не мог сдержать Фрейзера на расстоянии, постоянно пропуская сильные удары по корпусу. В середине поединка Али начал защищаться, стоя спиной к канатам, попутно он успевал кричать в ухо Фрейзеру: «Разве ты не знал, что я Бог?» Мохаммед предсказал свою победу в шестом раунде, но его выиграл Джо, он не выпускал Али от канатов, нанося удары в голову и тело. Рефери поединка Артур Мерканте вспоминал, что Мохаммед вчистую проиграл несколько раундов, например шестой, в восьмом раунде он проинструктировал претендента о том, что ему нужно драться. В девятом раунде Али перехватил инициативу, проведя удачную комбинацию. Однако в 11-м раунде он уже был близок к поражению, Фрейзер вновь зажал его у канатов и нанёс несколько точных хуков, Али попятился назад через ринг. Подтрунивая над Джо, он старался не показать, насколько ему было тяжело в этом раунде. В самом конце боя Мохаммед из последних сил пошёл вперёд, Фрейзер воспользовался этим и нанёс ему точный удар в голову, Али упал на настил ринга. Многим показалось, что он уже не поднимется, настолько сильным и точным было это попадание, но на удивление Мохаммед практически сразу поднялся и закончил бой на ногах. Фрейзер победил единогласным решением судей и нанёс первое поражение Али в его профессиональной карьере. На следующий день, на пресс-конференции, Мохаммед философски отметил, что в его поражении нет ничего страшного.
В июне 1971 года команда Али попыталась организовать выставочный поединок против центрового баскетбольной команды «Лос-Анджелес Лейкерс» Уилта Чемберлена. Бой обещал иметь огромный коммерческий успех, но так и не был проведён. Мохаммед принял участие ещё в трёх поединках в 1971 году, а также в шести в 1972, он победил во всех, а шесть из них закончил досрочно. 20 сентября 1972 года Али во второй раз встретился с кумиром своего детства Флойдом Паттерсоном. В шестом раунде у Паттерсона открылось сильное рассечение в районе глаза, в седьмом раунде глаз полностью закрыла гематома, и угол Флойда отказался продолжать поединок. Этот бой стал последним в профессиональной карьере Паттерсона.
Тем временем Джо Фрейзер проиграл свой титул в бою с олимпийским чемпионом Джорджем Форманом, что сделало его матч-реванш с Али более вероятным. 31 марта 1973 года Мохаммед встречался с Кеном Нортоном, у его соперника никогда не было значимых боёв, а за свой последний поединок он получил всего 300 долларов. Несмотря на это, Нортон был спарринг-партнёром Фрейзера и хорошо подготовился к поединку с Али. Во втором раунде Кен провёл точный удар в челюсть Мохаммеда и сломал её. Доктор в углу Али хотел остановить бой, но боксёр запретил ему это сделать. Поединок продлился все 12 раундов, Али проиграл раздельным решением судей. Врач, который оперировал челюсть Мохаммеда после боя, сказал, что не понимает, как он мог продолжать бой с такой травмой. Многие недоброжелатели тут же начали распространять в прессе слухи о том, что карьера Али подходит к концу и что он уже не способен показывать высокие результаты. Несмотря на это, после восстановления, которое длилось шесть месяцев, Али вновь встретился с Нортоном. В тяжёлом 12-раундовом поединке Мохаммед одержал победу — также раздельным решением судей.
После реванша с Нортоном была подготовлена почва для второго боя против Фрейзера, который должен был вновь пройти в «Мэдисон-сквер-гарден». Перед этим Али провёл поединок против голландского тяжеловеса Руди Лабберса, который состоялся в Индонезии. Мохаммед доминировал на протяжении всего боя и победил единогласным решением судей. За несколько месяцев до проведения поединка Али начал свои нападки в прессе. Фрейзер старался сосредоточиться на тренировках и не реагировать на его выпады. Но во время интервью на канале ABC нервы Джо не выдержали, и он сцепился с Мохаммедом в прямом эфире. В день боя 28 января 1974 года в «Мэдисон-сквер-гарден» был аншлаг, зал был заполнен знаменитостями, в числе которых были Джон Кеннеди-младший и действующий чемпион мира Джордж Форман. В отличие от первого поединка, Али решил не вести бой у канатов, а сосредоточился на передвижении по рингу и нанесении большого количества джебов, при малейшей опасности Мохаммед «вязал» руки соперника и не давал ему бить. В конце второго раунда Али провёл точный правый хук в голову Фрейзера, от которого у того подкосились ноги. После точного удара Мохаммед начал развивать атаку, но рефери совершил ошибку: подумав, что раунд закончен, он развёл боксёров по своим углам, дав Джо время для восстановления. Эта оплошность рефери не помогла Фрейзеру, который не смог ничего сделать на протяжении 12 раундов, судьи единогласно отдали победу Али. После боя Джо был несогласен с решением судей, открыто заявляя, что у него украли победу, а также, что его соперник действовал «грязно» во время поединка.

#### «Грохот в джунглях»
После победы над Фрейзером Али снова был готов драться за титул чемпиона мира, которым владел молодой тяжеловес Джордж Форман. Организатором боя выступил молодой промоутер Дон Кинг, для которого этот поединок стал первым в карьере. Именно Кинг предложил провести бой в Африке, договорившись с заирским диктатором Мобуту.
Из-за тяжёлого тропического климата боксёры прибыли в Заир заблаговременно и провели там всё лето 1974 года. Форман предпочитал тренироваться в отеле города Киншаса — столицы Заира, где должен был состояться поединок. Али же предпочитал больше общаться с обычными людьми, он совершал пробежки с детьми, а также проводил множество открытых тренировок. Люди из окружения Мохаммеда говорили, что он был окружён поклонниками и заряжался от них энергией. Несмотря на большую поддержку местного населения, мало кто в мире считал, что Али способен справиться с молодым чемпионом. На тот момент у Формана было 40 побед и 0 поражений при 37 поединках, завершённых им досрочно. Он легко нокаутировал Кена Нортона и Джо Фрейзера — боксёров, выигрывавших у Али. Джорджа называли одним из величайших панчеров всех времён, а ставки букмекеров были 3 к 1 в его пользу. Первоначально поединок должен был состояться 25 сентября, но из-за рассечения, полученного Форманом на тренировке, бой пришлось перенести на 30 октября.
В последние дни перед боем Али усилил психологическое воздействие на Формана, одна из его цитат, сказанных им в то время, вошла в историю: «Я видел, как Джордж Форман боксировал с тенью, и тень выиграла». Форман оставался невозмутим, будучи абсолютно уверенным в своей победе. За день до боя оба боксёра посетили вечеринку, устроенную президентом Мобуту. На следующее утро Али вместе со своим окружением отправился на нескольких автобусах на Стадион имени 20 мая, где боя ожидало 60 000 человек, в основном болевших за него. Согласно боксёрским традициям, Али как претендент первым вышел на ринг. Из раздевалки боксёр прошёл по коридору из солдат заирской армии, ограждавших его от фанатов. Над рингом была построена временная крыша, которая должна была защитить боксёров от дождя, предсказанного синоптиками. Спустя 10 минут появился чемпион, он выходил с американским флагом, вместе с ним был Арчи Мур — прославленный боксёр, которого ранее в своей карьере нокаутировал Мохаммед. Во время того, как рефери напоминал боксёрам правила боя, Али начал психологическую атаку на Формана: «Ты слышал обо мне, когда был малышом. Ты следил за мной, когда был маленьким мальчиком. Сейчас ты встретил меня — твоего учителя».
В условиях повышенной влажности и высокой температуры воздуха оба боксёра стали довольно сильно сдавать физически уже в первых раундах. Форман старался не давать Али двигаться, настигая его у канатов и проводя мощные удары по корпусу и голове. Мохаммед быстро понял, что соперник хорошо обучен предугадывать его перемещения по рингу. Поэтому, начиная с середины второго раунда, он повис на канатах, стараясь защищаться и при первой возможности контратаковать. Али избрал тактику, похожую на его первый бой против Фрейзера, отличием было лишь то, что он был в прекрасной физической форме. Рефери не всегда удавалось держать канаты натянутыми из-за того, что боксёры нависали на них всей своей массой. Это давало Мохаммеду преимущество, так как появлялось больше дополнительного пространства для защитных манёвров. Во время первой половины боя он пропустил несколько мощных ударов, которые могли завершить бой, по словам Али, от них у него начались галлюцинации. Но также множество мощных ударов Джорджа проходили мимо или вскользь, изматывая его. После пятого раунда угол Формана попросил остановить поединок и натянуть канаты на ринге, однако рефери проигнорировал эти просьбы. К этому времени чемпион выглядел уставшим, Али же успевал кричать ему в ухо: «Покажи свой лучший удар!» В седьмом раунде Мохаммед начал доминировать в бою, он наносил большое число точных джебов. К восьмому раунду Джордж потерял последние силы, и Али, прямо перед сигналом к окончанию раунда, провёл комбинацию правой-левой-правой, которая потрясла молодого чемпиона, он оказался на канатах, после чего Мохаммед провёл точную атаку, отправившую Формана на настил ринга. Джордж успел встать на счёт 9, но рефери решил остановить бой. Весь стадион был на ногах, всё, что можно было услышать, это скандирование «Али, убей его!» («Ali bomaye!»). После боя Мохаммед объявил, что не собирается завершать карьеру, после этого поединка за ним закрепилось прозвище, которым он сам себя наградил, — Величайший. Форман же был морально раздавлен, он придумывал теории заговора, объясняя своё поражение (специально ослабленные канаты, быстрый отсчёт рефери и даже отравленная вода).

Я говорил вам — всем своим критикам, я говорил вам, что я величайший чемпион за всю историю после того, как я победил Сонни Листона. Я говорю вам сегодня, я всё ещё величайший за всю историю... Никогда больше не говорите, что я проиграю. Никогда не делайте меня андердогом, пока мне не исполнится пятьдесят.— Мохаммед Али
После боя с Форманом Али был на пике славы, он победил в поединке, в котором чемпион считался абсолютным фаворитом. Мохаммед получил почти 5,5 млн долларов, что было больше, чем заработали Джо Луис, Рокки Марчиано и Джек Демпси за всю свою карьеру. Но главное, он доказал всем, что его рано списали со счетов. Президент США Джеральд Форд пригласил Али в Белый дом через несколько недель после его победы над Форманом. В недавнем прошлом такое невозможно было представить, так как Мохаммед находился в опале у власти за свои антивоенные публичные выступления. Форду понравилась их беседа, после которой он назвал Али принципиальным человеком. Спортивные издания начали одаривать Мохаммеда всевозможными наградами (журнал The Ring признал Али боксёром года, Sports Illustrated — спортсменом года).
25 февраля 1975 года скончался Элайджа Мухаммад — это стало настоящим ударом для Али. Мухаммад был его духовным отцом, и после его смерти Али находился в сильной депрессии. «Нация ислама» лишилась своего лидера и вскоре распалась на различные фракции. Несмотря на скорбь, Мохаммед понимал, что Элайджа не был совершенным, ходили слухи о его неподобающей жизни. Поэтому Али решил последовать за сыном Мухаммада Уоллесом, который проповедовал более терпимое отношение к белым людям. Такую же точку зрения ему пытался привить Малкольм Икс незадолго до своей смерти, но он был отвергнут Али.
После возвращения титула чемпиона мира у Али оставалась ещё одна цель в спорте, он хотел в третий раз встретиться с Фрейзером. На пути к этому бою Мохаммед одолел Чака Уэпнера, Рона Лайла и Джо Багнера. Несмотря на то, что в этих поединках не было ранних нокаутов, Али уверенно победил во всех из них. Исключение составил бой с Уэпнером, по ходу которого Мохаммед оказался в нокдауне, но всё же смог завершить бой досрочно в последнем раунде. Молодой актёр Сильвестр Сталлоне, присутствовавший в зале, вдохновился этим боем на написание сценария к знаменитому фильму «Рокки», давшему старт его звёздной карьере. После этого поединка Али крайне резко высказался о судействе Тони Переса, назвав его «грязным псом». Рефери подал в суд на Мохаммеда, но проиграл дело, после чего стороны помирились, а Мохаммед даже поцеловал Переса.

#### «Триллер в Маниле»
Третий бой между Фрейзером и Али было решено провести в Маниле, столице Филиппин. Президент страны Фердинанд Маркос, так же как и Мобуту из Заира, обеспечил призовой фонд, он составлял около 14 млн долларов, которые боксёры разделили в пропорции: 9 млн Али и 5 млн Фрейзеру. К моменту проведения поединка Мохаммед был на грани развода со своей женой Белиндой. На встрече с президентом Маркосом Али представил свою подругу Веронику Порш как жену, что вызвало широкую огласку в американских СМИ. Незадолго до боя Мохаммед начал свои издевательства над Фрейзером. Он называл его Гориллой и повсюду носил маленькую куклу обезьяны, избивая её при каждом удобном случае, для потехи публики он приговаривал: «Ну давай, горилла, устроим триллер в Маниле». Возможно, это стало последней каплей в отношениях двух великих боксёров, после этого боя Фрейзер больше никогда не фотографировался и старался не сталкиваться с Али.
1 октября 1975 года состоялся бой, который вошёл в историю бокса под названием «Триллер в Маниле» (англ. Thrilla in Manila). Перед поединком на ринг вынесли приз президента Маркоса, который должен был получить победитель боя, — это была золотая конструкция, которую Али, под смех в зале, тут же забрал в свой угол. Поединок проходил при невероятной жаре — более 30 градусов. Это был один из лучших боёв в истории бокса, преимущество переходило от одного боксёра к другому. Возможно, из-за того что Али находился не в лучшей форме, именно он стремился к быстрому нокауту. Мохаммед доминировал на протяжении двух первых раундов, но Фрейзер проявил настоящую волю к победе и выровнял ход поединка. В шестом раунде Али пропустил тяжёлый левый хук в голову, удар потряс чемпиона, но он выстоял. Боксёры продолжали атаковать друг друга, и бой превратился в откровенную «рубку». После 14-го раунда тренер Фрейзера остановил поединок — гематома полностью закрыла левый глаз Фрейзера, и он практически не видел правым (тренер показал три пальца и попросил их сосчитать, Джо ответил «один»). В то же время в своём углу Али сказал: «Я очень устал, снимите с меня перчатки». По версии врача в углу чемпиона, на 15-й раунд он выйти бы не смог. После окончания боя Мохаммед упал без сознания в своём углу. В чью пользу закончился бы поединок, если бы судья не остановил его, остаётся вопросом. На этом один из величайших боёв в истории бокса был окончен, Али победил в поединке и защитил свой титул. Событие получило статус «Бой года» по версии журнала The Ring.
После боя оба боксёра находились в глубоком истощении. У Фрейзера потекли слёзы, и он был очень зол (сильно хотел продолжить бой), а в раздевалке Али случилась трагедия: полицейский, охранявший его комнату, захотел поиграть со своим пистолетом и случайно выстрелил себе в голову, что стало настоящим шоком для вошедшего в помещение Али. Он ещё долго не мог поверить в то, что случилось на ринге в тот вечер, позднее Али заключил, что легко мог тогда погибнуть. В последующих интервью Мохаммед называл Фрейзера вторым величайшим боксёром в истории — после себя.

#### Бой с Джимми Янгом
В апреле 1976 года Али встретился с Джимми Янгом. Али вышел на ринг с явным перевесом и оказался медленнее соперника. Более молодой и лёгкий Янг обстреливал его с дистанции, за счёт чего выигрывал бой. Он отступал по возможности и часто держал голову очень низко, чтобы избежать серьёзных ударов Али. В ряде случаев, когда Али подходил вплотную, Янг поворачивался спиной к канатам. Для некоторых манера боя Янга казалась блестящей стратегией, он нейтрализовал сильные стороны соперника и заставил его вести бой на своих собственных условиях, обнажая неспособность Али бороться с контратакующими боксёрами. Для других он казался трусливым, так как он останавливал борьбу каждый раз, когда Али имел преимущество. Али ничего не мог противопоставить сопернику, лишь в 12 раунде Али отправил Янга в нокдаун. В конце боя официальные судьи присудили победу Али единогласным решением, в то время как неофициальные судьи присудили победу Янгу. Решение было спорным: по мнению многих болельщиков и журналистов Янг в том бою превзошёл более медлительного Мохаммеда Али и должен был стать чемпионом. Лестер Бромберг (бывший редактор журнала The Ring) назвал это решение «пародией». Репортёр нью-йоркской Daily News Дик Янг сказал: «Али выиграл по милости трёх героев, поклонявшихся чиновникам, которые, как я думаю, как и многие люди отказываются верить в то, что они видят, когда один из их супергероев не работает, как ожидалось»[стиль].

#### Бой с Антонио Иноки
6 июня 1976 года Али участвовал в выставочном поединке на арене «Ниппон Будокан» в Токио против японского рестлера Антонио Иноки. Накануне 2 июня 1976 в Филадельфии Али ввязался в бой против проводившего показательное выступление рестлера Гориллы Монсуна. Бой оказался недолгим. Схватив Али за руку, Монсон вскинул его на плечи и, раскрутив, бросил спиной на настил. Али был сильно потрясён, покинул арену шатаясь, с посторонней помощью.
В США не было телевизионной трансляции, и поклонникам встречи Али и Иноки приходилось ездить на арены, стадионы и в театры, где проходили показы. На Shea Stadium в Нью-Йорке на просмотр трансляции собралось более 30 000 человек. Али вышел на ринг как боксёр, в стандартных трусах и перчатках. Иноки был одет как рестлер, в обтягивающие черные плавки и с голыми руками. Когда прозвенел гонг, Иноки быстро упал на ковер и лёжа начал бить по ногам Али. Али танцевал вокруг ринга в поисках возможности нанести удар, но не находил её. Бой продолжался таким образом в течение 15 раундов. За матч Али смог нанести только два левых джеба. «Я бы не стал проводить этот бой, если бы знал, что он собирается это сделать», — говорил Али. Судьи засчитали почетную ничью, а зрители забросали ринг мусором. Рефери матча Джин Лебелл считал, что Иноки выиграл бы поединок, если бы его не оштрафовали на одно очко за удар в пах Али. Ноги Али сильно пострадали во время поединка, так как он принял более 100 ударов от Иноки, что вызвало тромбоз и угрозу ампутации.
Поскольку в поединке участвовал рестлер, естественным вопросом было, не был ли он постановочным. По одной из версий, матч был спланирован, но нет объяснения, почему не было организовано более зрелищное выступление. По другой версии, Али приехал в ожидании спланированного матча, но обнаружил, что Иноки решил драться по-настоящему. По третьей версии, Али сказали, что он должен был проиграть бой из-за огромной популярности Иноки в Японии. Али мог отказаться, превратив постановочный бой в настоящий.
После смерти Али газета «Нью-Йорк Таймс» объявила этот бой наименее памятным в его карьеры. Большинство комментаторов того времени негативно относились к этому бою и надеялись, что он будет забыт, так как некоторые считали его «15-раундовым фарсом». Сегодня некоторые считают его одним из самых влиятельных боев Али, а CBS Sports заявила, что внимание, которое привлек поединок смешанного стиля, «предвосхитило появление смешанных боевых искусств много лет спустя». После боя Али и Иноки стали друзьями.
В сентябре состоялся его третий бой против Кена Нортона. Этот поединок стал продолжением двух первых, Нортон вновь был лучше в начале боя, а Али выровнял ситуацию к концу, и всё решалось в последнем раунде, в котором сильнее оказался Мохаммед. Следующий поединок Али провёл против уругвайского боксёра Альфредо Эвангелисты, который пришёл в профессиональный бокс всего 19 месяцев назад. Бой продлился все 15 раундов и был очень скучным, Мохаммед победил, но журналисты окрестили этот поединок худшим боем за всю историю бокса. В своём следующем поединке Али выигрывал после 12-го раунда против нокаутёра Эрни Шейверса, тот в 14-м раунде потряс чемпиона, и, по свидетельству очевидцев, Мохаммед еле стоял на ногах, но всё же смог продержаться 15-й раунд и выиграл бой. После этого поединка врач Али — Фредди Пачеко — заключил, что его подопечный может получить невосполнимый урон для своего здоровья, если такой бой повторится. Он был так расстроен, что послал письма Анджело Данди, лидеру «Нации ислама» Уоллесу Мухаммаду и жене Али с просьбой уговорить его завершить карьеру.
Али продолжил свои выступления в бою против Леона Спинкса. Перед боем Мохаммед провёл лишь несколько спаррингов, он халатно отнёсся к подготовке к поединку, считая себя абсолютным фаворитом. Во время боя Али применил свою проверенную тактику защиты у канатов с последующим изматыванием оппонента, но Спинкс и не думал уставать. К последнему раунду поединок был абсолютно равным с небольшим преимуществом Спинкса. Двое судей из трёх отдали ему победу — это была настоящая сенсация. На послематчевой пресс-конференции Али полностью признал поражение, отметив, что он провёл не лучший бой, в отличие от Спинкса. Спустя 7 месяцев Али вновь встретился со Спинксом. Поединок проходил в «Нью-Орлеанс Супердоум» в присутствии 65 000 зрителей, Мохаммед собирался преподать урок молодому боксёру, он начал на опыте переигрывать Спинкса. В пятом раунде Али провёл несколько точных ударов, и Леон откровенно посмотрел в свой угол, прося совета. Бой продлился все 15 раундов, и никто не удивился, когда Мохаммеда объявили победителем единогласным решением судей, он в третий раз завоевал титул чемпиона мира, повторив рекорд Джо Луиса. Год спустя Али сказал, что поражение от Леона было самым обидным в его карьере.

#### Завершение карьеры
На протяжении двух лет Али не выходил на ринг, за свою карьеру он заработал около 50 млн долларов, но лишь малая часть была вложена в бизнес, остальное уходило на окружение Мохаммеда. В 1979 году он попробовал себя в кино, снявшись в главной роли в телесериале по мотивам романа Говарда Фаста «Дорога свободы» (1944), посвящённого периоду Реконструкции после Гражданской войны в США и борьбе афроамериканцев за равноправие.
В 1980 году Али почувствовал нужду в деньгах, что побудило его провести новый поединок. К тому времени Мохаммед не имел большого желания вновь выходить на ринг, его свели с находящимся в расцвете сил действующим чемпионом мира Ларри Холмсом. Боксёры были хорошо знакомы друг с другом, так как Холмс был спарринг-партнёром Али. Бой состоялся 2 октября 1980 года, на тот момент Мохаммеду было 38 лет, у него был лишний вес, и выглядел он откровенно медленным. Чемпион уважал Али и старался не травмировать ветерана, но тем не менее нанёс ему многочисленные повреждения по ходу поединка. Холмс доминировал на протяжении всего боя и уверенно выиграл каждый раунд, многие считали, что он не стремился нокаутировать Али, так как боялся нанести ему серьёзную травму. В десятом раунде Анджело Данди не пустил своего подопечного на ринг, выкрикнув: «Я главный секундант! Я требую остановить бой!» Это был первый поединок, в котором Мохаммед проиграл досрочно. Камера выхватывала в зале множество плачущих зрителей.
За свой последний бой Али заработал около 8 млн долларов, что значительно поправило его финансовое положение. На этот раз он распорядился деньгами благоразумно, вложив их в бизнес и недвижимость. Однако, несмотря на успехи в материальном плане, Мохаммед вновь решил выйти на ринг и с удивлением обнаружил, что никто из ведущих боксёров не хочет с ним драться, а также, что атлетические комиссии большинства штатов не собираются выдавать ему лицензию на бой из-за состояния его здоровья. Несмотря на все трудности, Али удалось получить разрешение на бой на Багамах, с канадским тяжеловесом Тревором Бербиком. Мохаммед выглядел гораздо лучше, чем в бою с Холмсом, и даже доминировал в пятом раунде. Однако, несмотря на это, Али проиграл единогласным решением судей в 10-раундовом поединке. После этого боя Мохаммед объявил о завершении карьеры и больше никогда не выходил на профессиональный ринг.

Боже, я страдал, и страдал, и страдал. Это действительно больно. Настало время для новой жизни... Я не хочу больше драться. Я делаю это 25 лет. Это меняет человека. Это изменило меня. Я вижу это. Я чувствую это.— Мохаммед Али

### Болезнь Паркинсона
В сентябре 1984 года Али был госпитализирован из-за ухудшения слуха, речи и моторных функций организма. Мухаммед был помещён в Нью-Йоркскую пресвитерианскую больницу, после всех анализов и тестов доктора пришли к выводу, что он страдает от болезни Паркинсона. Заболевание является неизлечимым, все существующие методы лечения направлены на облегчение его симптомов (симптоматическое лечение). Али был назначен препарат, устраняющий двигательные нарушения — леводопа.
Госпитализация Мохаммеда, а также ряд смертей боксёров на ринге вызвали широкий общественный резонанс. Престижные медицинские журналы Journal of the American Medical Association (JAMA) и The Lancet напечатали статьи о вреде, который несёт для организма профессиональная боксёрская карьера. В JAMA было опубликовано большое исследование, в котором изучалось состояние 38 профессиональных боксёров, у более чем половины из которых были обнаружены различные виды повреждений мозга. На основе этих исследований в США началась кампания за запрет профессионального бокса. Даже после того как Али узнал о своей неизлечимой болезни, он выступал против запрета, объясняя это тем, что бокс — это одна из главных возможностей для афроамериканца добиться успеха в жизни.
Али страдал от симптомов болезни Паркинсона, но его ум оставался ясным, и он решил посвятить себя служению исламу. Мохаммед начал помогать людям, он мог сделать пожертвование в 100 000 долларов, задав всего пару вопросов, или выйти из машины и помочь обычному бездомному. Во время торжественной церемонии по случаю окончания карьеры ему был вручён памятный бриллиантовый перстень, который Али подарил девочке-инвалиду в тот же вечер. Мохаммед использовал свою популярность для помощи нуждающимся, он обращался к обеспеченным людям с просьбой последовать его примеру, и ему мало кто отказывал. Также Али участвовал в переговорах с исламскими экстремистами в Ливане и Ираке.
Ухудшающееся физическое состояние, а также появление новой «иконы спорта» Майкла Джордана мешали Али быть продуктивным на ниве сбора пожертвований. Поэтому он вместе со своей женой Лонни проводил много времени на своей ферме в Мичигане. После окончания карьеры именно Лонни взяла на себя ведение всех его финансовых дел. Она вывела Али из всех сомнительных сделок и порвала контакты с многочисленным окружением мужа, которое хотело заработать на его имени. Лонни была магистром делового администрирования, а также имела большой опыт в ведении бизнеса, что помогло ей удачно распорядиться состоянием мужа, которое оценивалось в 3,5 млн долларов.
В 1994 году Джордж Форман вернул себе титул чемпиона мира, став самым старым чемпионом в истории. В своём интервью Али говорил: «Меня это здорово задело за живое, и тоже захотелось вернуться. Но потом наступило утро — пора было выходить на пробежку. Я лёг обратно в постель и сказал: „Ладно, все равно я самый великий“». В 1996 году Али выпала честь зажечь олимпийский огонь на Олимпийских играх в Атланте. Организаторы испытывали большое беспокойство, так как к тому времени Мохаммед уже с трудом разговаривал. Однако Али уверенно справился со своей ролью: на глазах у 80 000 человек он зажёг олимпийский огонь. Во время самих Олимпийских игр Мохаммед побывал на многих соревнованиях, а также посетил олимпийскую деревню, где пообщался со спортсменами. Олимпиада стала катализатором для возвращения Али к активной жизни, в его фонд поступали множественные пожертвования, а почту заваливали сотни писем от поклонников. Он настаивал на том, чтобы ему зачитывали каждое присланное письмо, а также ставил около 2000 автографов каждую неделю. Лонни сильно переживала из-за большой нагрузки, внезапно навалившейся на мужа, поэтому она составила для него расписание. Примерно половину своего времени Али тратил на поддержку своих компаний и благотворительного фонда, а вторую — на сотрудничество с различными компаниями (Adidas, Gillette, IBM и др.), которые платили за право использовать его имя в рекламе своих продуктов.
Али много путешествовал и в 1998 году стал Послом доброй воли ЮНИСЕФ, он посетил многие страны Африки и Азии. В 2002 году он побывал в школе для девочек в Афганистане, где по законам талибана женщины не имели права на обучение. Также Али выступал с критикой начала вторжения войск США в Ирак в 2003 году.

### Смерть
2 июня 2016 года Мухаммед Али был госпитализирован в одну из больниц Скоттсдейла (штат Аризона, США) в связи с ухудшением состояния здоровья, вызванным проблемами с лёгкими. 3 июня 2016 года он скончался на 75-м году жизни. Причиной смерти Мохаммеда Али стал септический шок, возникший из-за «неустановленных естественных причин». Похороны прошли 10 и 11 июня 2016 года в его родном городе Луисвилле (штат Кентукки, США). Мэр этого города распорядился спустить все флаги в связи с кончиной великого боксёра.
Как сообщил представитель семьи, Мухаммед Али лично разработал план проведения своих похорон. Местом проведения двухдневной церемонии его похорон была выбрана арена KFC Yum!, где прошёл последний бой Али в Луисвилле в 1981 году. Сначала состоялась церемония прощания по исламскому религиозному обряду. Похороны завершились прохождением процессии через Луисвилл, мимо мест, сыгравших важную роль в жизни Мухаммеда Али: от дома, где он провёл детство, до посвящённого ему музея.

## Личная жизнь
Али был женат четыре раза, у него семь дочерей и два сына. Первой женой Мухаммеда была официантка Сонджи Рой (англ. Sonji Roi), пара поженилась спустя месяц после первой встречи. Наставники Али из «Нации ислама» были озабочены его браком с немусульманской женщиной и в конечном итоге привели его к выбору между религией и женой. 23 июня 1965 года пара подала на развод. Во время своей речи в суде Али особенно подчеркнул нежелание своей жены соблюдать мусульманский дресс-код. Он жаловался, что она оделась слишком откровенно на пресс-конференцию перед вторым боем с Сонни Листоном. Процесс продолжался до января 1966 года, когда пара официально получила развод.
17 августа 1967 года Али женился на Белинде Бойд, которая вскоре после свадьбы приняла ислам и поменяла своё имя на Халила Али. У пары было четверо детей: дочь Мариюм (род. 1968), дочери-близнецы Джамила и Рашида (род. 1970) и сын Мохаммед Али-младший (род. 1972). В середине 1970-х у пары стали портиться отношения, это происходило из-за огромного количества поклонниц, которые преследовали Мохаммеда. Одной из них была Вероника Порше (англ. Veronica Porché) — фотомодель, которая снималась для плаката боя Али против Джорджа Формана. Она была в Заире во время подготовки Мохаммеда к поединку, и у них начался роман, даже несмотря на то, что жена Али в этот момент также находилась в лагере. Летом 1977 года Халила и Мохаммед развелись, после чего он женился на Порш. На момент свадьбы невеста была беременна, а также у пары уже был ребёнок — дочь по имени Хана (род. 1976). Их вторая дочь Лейла Али (род. 1977) в будущем стала абсолютной чемпионкой мира по боксу. В 1986 году Али и Вероника развелись.
19 ноября 1986 года Али женился на Иоланте «Лонни» Уильямс, с которой они были друзьями со времён его юности в Луисвилле. Пара усыновила пятилетнего Асаада Амина (род. 1981). Асаад также решил связать свою жизнь со спортом, он стал бейсболистом и был задрафтован командой «Лос-Анджелес Энджелс» в 2009 году. Помимо этого, у Али есть две внебрачные дочери: Мия (род. 1972) и Калия (род. 1974).

## Стиль и тактика ведения поединков
Если можно составить каноны ведения боксёрского поединка, то Али нарушил практически каждый из них. Он выработал свой собственный стиль, передвигаясь по рингу на носках и уклоняясь от атак противника, что создавало эффект танца. Свою нестандартность Мухаммед проявлял и в атаке, он выбрасывал удары под неожиданными для соперника углами, стараясь держать его на расстоянии. В этом ему помогал отработанный джеб, а также антропометрические данные, при росте 191 см в то время Али считался высоким боксёром. Мухаммед предпочитал атаковать в голову, очень редко нанося удары по корпусу.
На пике своей карьеры Али обладал высокой скоростью, в этом показателе он превосходил большинство своих оппонентов. Его удары и перемещения по рингу были настолько быстрыми, что его называли тяжеловесом со скоростью полусреднего веса. Мухаммед использовал преимущество в скорости в защитных действиях, он полагался на свои рефлексы, что было эффектно и в то же время опасно — этот стиль не раз подводил его в бою. Многие специалисты критиковали самонадеянную защиту Али. Он практически никогда не защищал тело, чем часто пользовались его оппоненты. Самым ярким примером неудачной защиты можно считать его первый бой против Джо Фрейзера, который Мухаммед проиграл единогласным решением судей.
Несмотря на внешнюю лёгкость движений, Али обладал нокаутирующим ударом: 37 боёв за свою карьеру он закончил досрочно, из которых 12 были чистыми нокаутами, а 25 — техническими нокаутами — поединками, в которых судья останавливал бой. Сила удара Али была самой огромной среди боксёров на всей планете (1 тонна). Крепкую челюсть Али можно также по праву считать одним из его лучших качеств. Мухаммед пропустил огромное количество ударов в ходе своей карьеры и практически всегда оставался на ногах. В поединке против Кена Нортона он боксировал со сломанной челюстью. А в боях против Сонни Бэнкса, Генри Купера Али попадал в нокдаун, после чего выигрывал поединок.
Али в совершенстве владел искусством психологического воздействия на оппонента. Он начинал атаку на своего противника в прессе, сочиняя стихи и предсказывая, в каком раунде победит его. Часто ему удавалось выводить своих соперников из себя, например, Джо Фрейзер не простил Али даже после того, как у Мохаммеда диагностировали болезнь Паркинсона. Боксёры помирились за несколько лет до смерти Али, но в своих интервью Джо продолжал говорить в шутливой форме, что всё ещё ждёт извинений от Али.

## Наследие
В Луисвилле есть бульвар Мухаммеда Али, названный в честь боксёра в 1978 году. В первые месяцы существования с него было похищено значительное число дорожных знаков с именем Али. Также планировалось назвать в его честь Центральную школу Луисвилла, но этого так и не случилось. Согласно исследованию агентства «Ассошиэйтед Пресс» (1993), Али делил первую строчку с Бейбом Рутом как самый узнаваемый американцами спортсмен. Около 97 % опрошенных граждан США старше 12 лет узнали Али. На 2008 год он находился на третьем месте списка после того, как его потеснил Майкл Джордан.

### «Мухаммед Али-центр»
19 ноября 2005 года, в 19-ю годовщину свадьбы Али и Иоланты, в Луисвилле состоялось открытие «Мухаммед Али-центра». Сооружение представляет собой межкультурный центр с музеем, посвящённым жизни Мухаммеда Али. Помимо этого, в нём проводятся различные выставки, связанные с «делом мира, социальной ответственности и личностного роста». Шестиэтажное здание имеет общую площадь 8988 м². Расходы на постройку составили 80 млн долларов.
- Знак с улицы, названной в честь Мухаммеда Али, в Ньюарке, Нью-Джерси
- «Мухаммед Али-центр»
- Боксёрские перчатки Мухаммеда Али
- Халат Али на выставке Антонио Иноки в Осаке

### Упоминания в массовой культуре
Основная статья: Мохаммед Али в массовой культуре
Как чемпион мира, а также общественный деятель Али стал предметом многочисленных публикаций, книг, фильмов и других материалов. В 1963 году Мухаммед выпустил альбом в жанре spoken word под названием «Величайший» (англ. The Greatest), который вышел на лейбле Columbia Records. Али был на обложке спортивного издания Sports Illustrated 37 раз, что в истории журнала является вторым результатом после Майкла Джордана. В 1975 году вышла автобиография Али «Величайший: Моя история» (англ. The Greatest: My Own Story), написанная Ричардом Даремом. В 1977 году по этой книге сняли фильм, в котором Мохаммед сыграл самого себя. В 1996 году вышел документальный фильм «Когда мы были королями», посвящённый бою Али и Джорджа Формана. Фильм выиграл премию «Оскар» в номинации «Лучший документальный полнометражный фильм». В 2001 году в прокат вышел художественный фильм «Али», в котором Мухаммеда сыграл Уилл Смит, который был номинирован на премию «Оскар» за лучшую мужскую роль. В том же году британская группа Faithless записала песню «Muhammad Ali». За вклад в индустрию развлечений Али был удостоен звезды на голливудской «Аллее славы». Звезда Мохаммеда Али является единственной, что расположена на стене театра «Долби», а не на тротуаре. Об этом попросил сам Али, так как не хотел, чтобы на имя исламского пророка наступали прохожие.
| (избранная библиография) - Sulivan, George. The Cassius Clay Story. — 1964. - Olsen, Jack. Black is Best: The Riddle of Cassius Clay. — 1967. - Cottrell, John. Muhammad Ali, Who Once Was Cassius Clay. — 1968. - Schulberg, Budd. Loser and Still Champion: Muhammad Ali. — 1972. - Mailer, Norman. The Fight. — 1975. - Ali, Muhammad.; Durham, Richard. The Greatest: My Own Story. — 1975. - Lipsyte, Robert. Free to Be Muhammad Ali. — 1979. - Freedman, Suzanne. Clay Vs. United States: Muhammad Ali Objects to War. — 1997. - Remnick, David. King of the World. — 1999. - Reemtsma, Jan Philipp. More Than a Champion: The Style of Muhammad Ali. — 1999. - Drohan, Michele Ingber. Learning About Strength of Character from the Life of Muhammad Ali. — 1999. - Latimer, Clay. Muhammad Ali (Journey to Freedom). — 2000. - Marqusee, Mike. Redemption Song: Muhammad Ali and the Spirit of the Sixties. — 2000. - Myers, Walter Dean. The Greatest: Muhammad Ali. — 2001. - Collins, Mark. Muhammad Ali: Through the Eyes of the World. — 2001. - Kram, Mark. Ghosts of Manila. — 2002. - Ali, Muhammad.; Yasmeen, Hana. Muhammad Ali: The Soul of a Butterfly. — 2004. - Rummel, Jack. Muhammad Ali: Heavyweight Champion. — 2005. - Zirin, Dave. What’s My Name, Fool?: Sports and Resistance in United States. — 2005. - Edmonds, Anthony O. Muhammad Ali: A Biography. — 2006. - Shone, Rob. Muhammad Ali: The Life of a Boxing Hero. — 2006. - Micklos, John. Muhammad Ali: I Am the Greatest. — 2010. - Owens, Tom. Muhammad Ali. — 2011. - Hauser, Thomas. Muhammad Ali: His Life and Times. — 2012. | (избранная фильмография) - Jacobs, Jim. A.K.A. Cassius Clay Архивная копия от 19 июня 2013 на Wayback Machine. — 1970. - Muhammad Ali: Skill, Brains & Guts. — 1975. - Gries, Tom. The Greatest. — 1977. - Kadar, Jan. Freedom Road Архивная копия от 19 июня 2013 на Wayback Machine. — 1979. - Gast, Leon. When We Were Kings Архивная копия от 19 июня 2013 на Wayback Machine. — 1996. - Consentino, Joseph. Muhammad Ali — The Whole Story Архивная копия от 12 сентября 2014 на Wayback Machine. — 1997. - Mann, Michael. Али. — 2001. - Grabsky, Phil. Muhammad Ali — Through the Eyes of the World Архивная копия от 2 июня 2013 на Wayback Machine. — 2003. - ESPN. Ali’s 65 Архивная копия от 19 июня 2013 на Wayback Machine. — 2006. - ESPN. Ringside Ali. — 2008. - Thrilla in Manila Архивная копия от 2 июня 2013 на Wayback Machine. — 2008. - Tomlinson, Alan. Muhammad Ali: Made in Miami Архивная копия от 19 июня 2013 на Wayback Machine. — 2008. - McCormack, Pete. Facing Ali Архивная копия от 2 июня 2013 на Wayback Machine. — 2009. - Maysles, Robert. ESPN Films 30 for 30: Muhammad & Larry. — 2010. - Berndt, Michael. Ali’s Dozen Архивная копия от 2 июня 2013 на Wayback Machine. — 2010. - Krantz, Les. Muhammad Ali — The Man, The Moves, The Mouth Архивная копия от 3 июня 2013 на Wayback Machine. — 2012. - Muhammad Ali Heavyweight Boxing. — 1992. - Foes of Ali. — 1995. - Knockout Kings. — 1998—2003. - Fight Night. — 2004—2011. |

### Награды
- Почётная медаль острова Эллис (1986)[114]
- Президентская гражданская медаль[англ.] (2001)[115]. Вручена президентом США Биллом Клинтоном[116].
- Президентская медаль Свободы (2005)[117]. Вручена президентом США Джорджем Бушем-младшим[118].
- Медаль мира имени Отто Гана (2005)[119]
- Филадельфийская медаль Свободы (2012)[120].
- Награда от организации Amnesty International[121].
- «Кентуккиец столетия»[121].
- «Луисвиллец столетия»[121].

#### Спортивные
- «Боксёр года» по версии журнала The Ring (1963, 1966, 1972, 1974, 1975, 1978)[122].
- «Боксёр десятилетия» по версии журнала The Ring (1960-е)[123].
- «Бой года» по версии журнала The Ring: против Дага Джонса[англ.] (1963), против Сонни Листона (1964), против Джо Фрейзера (1971), против Джорджа Формана (1974), против Джо Фрейзера (1975)[122].
- «Спортсмен года» по версии журнала Sports Illustrated (1974)[124].
- Избран в Зал славы бокса (1987)[124].
- Введён в Международный зал славы бокса (1990)[124].
- Награда имени Артура Эша от канала ESPN (1997)[125].
- Величайший тяжеловес в истории по версии журнала The Ring (1998)[123].
- Величайший тяжеловес XX века по версии Ассошиэйтед Пресс[123].
- «Атлет столетия» по версии журнала GQ[123].
- «Спортсмен XX века» по версии журнала Sports Illustrated[123].
- «Спортивная персона века» по версии Би-би-си[123].